# Pezizella australis
Pezizella australis är en lavart som beskrevs av Dennis 1961. Pezizella australis ingår i släktet Pezizella och familjen Hyaloscyphaceae.   Inga underarter finns listade i Catalogue of Life.